# Livet
Livet – miejscowość i gmina we Francji, w regionie Kraj Loary, w departamencie Mayenne.
Według danych na rok 1990 gminę zamieszkiwało 111 osób, a gęstość zaludnienia wynosiła 10 osób/km² (wśród 1504 gmin Kraju Loary Livet plasuje się na 1110. miejscu pod względem liczby ludności, natomiast pod względem powierzchni na miejscu 964.).